# Rakugo

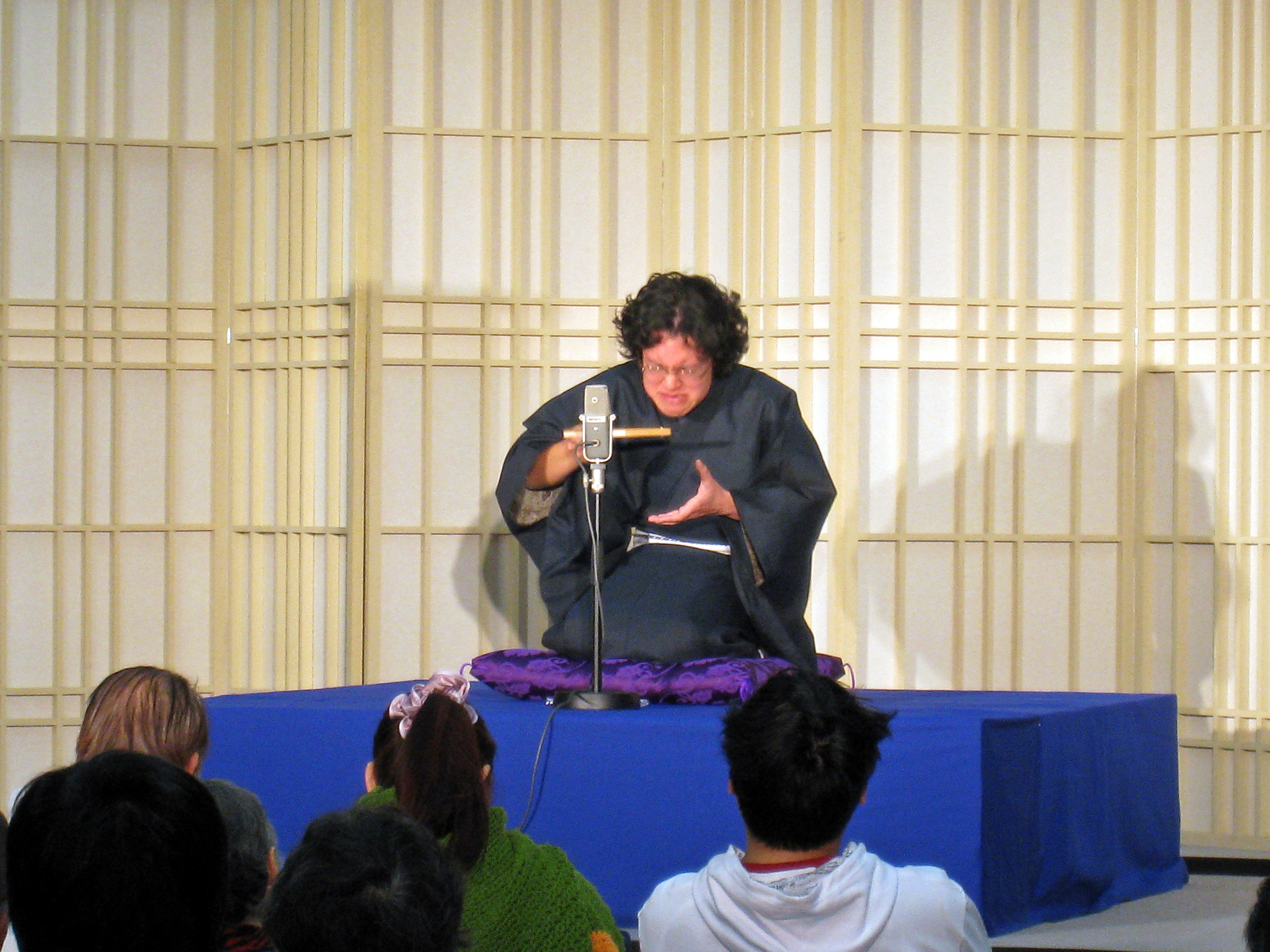
Sanryutei Imaichi

Rakugo é um entretenimento japonês baseado em monólogos humorísticos, cujas origens datam do século XVII.
O humorista (Rakugoka) apresenta-se sempre em solo, sentado num tatame sobre o palco (chamado Koza) e munido apenas de um leque de papel. Em geral as histórias contadas envolvem longos diálogos entre dois ou mais personagens, sendo que a alternância das falas é percebida pelo espectador apenas em função do tom de voz do ator, ou de um leve movimento com a cabeça.
Rakugo significa, literalmente, "palavras caídas". O gênero humorístico foi conhecido originalmente como karukuchi (piadas), adquirindo a atual denominação a partir do Período Meiji (1867–1912).